# Greeves
Greeves Motorcycles va ser una empresa fabricant de motocicletes de carretera i, posteriorment, de competició per a les modalitats del trial, motocròs i velocitat. Fundada per Bert Greeves, l'empresa original va iniciar l'activitat el 1952 tot produint l'Invacar, un microcotxe de tres rodes per a discapacitats. Un cop va haver passat a fabricar motocicletes, Greeves va obtenir nombroses victòries en competicions de trial i motocròs i va desenvolupar un reeixit mercat d'exportació als Estats Units. L'empresa va tancar el 1977 després d'un incendi.
El maig de 1999, Richard Deal va comprar els drets de la marca. La nova empresa continua desenvolupant motocicletes i el gener del 2009 va llançar la primera moto de trial Greeves després de 20 anys, amb un nou motor britànic de dos temps de 280 cc.

## Història
La primera empresa que va fundar Oscar Bertram "Bert" Greeves (1906-1993), MBE, fou Invacar. Greeves estava tallant la gespa de casa seva a Worcestershire quan va tenir la idea de muntar el motor del tallagespa a la cadira de rodes del seu cosí discapacitat, Derry Preston-Cobb, i va inventar així l'Invacar. Tot seguit, va fundar Invacar Ltd i va obtenir un important contracte per a subministrar vehicles de tres rodes motoritzats per a discapacitats al Ministeri de Pensions i Assegurances Nacionals (MPNI) del govern britànic. El 1952, la nova empresa va iniciar l'activitat en una petita fàbrica al carrer Church Road de Thundersley, no gaire lluny de Southend-on-Sea, Essex. L'Invacar particular del seu cosí es feia servir com a vehicle promocional i havia estat equipat amb un motor més potent, cosa que acostumava a sorprendre els altres conductors quan els avançava a les carreteres de Southend.

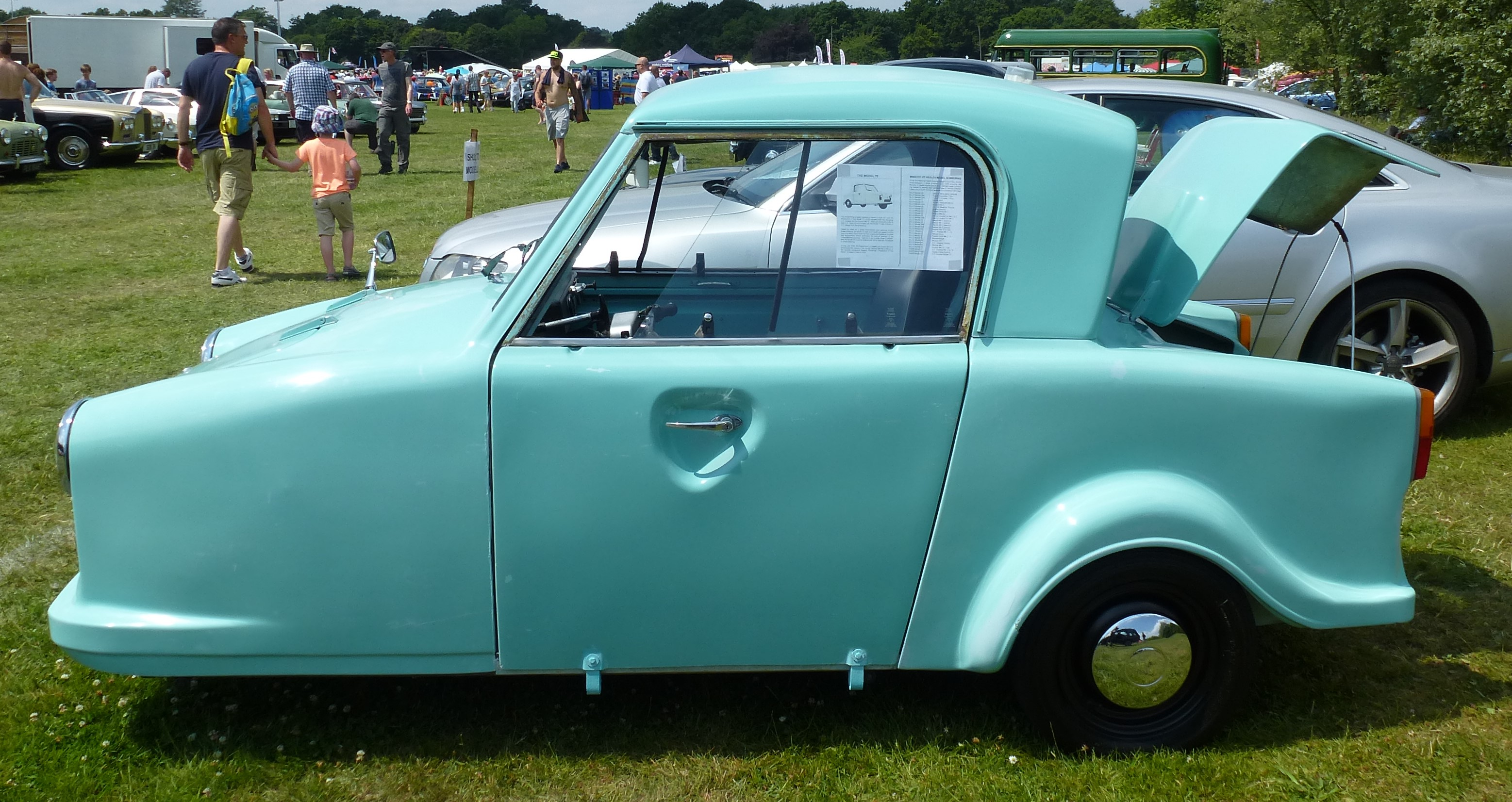
Un Invacar de 1973

Encoratjat per l'èxit de la seva empresa i pel seu cosí Derry, Bert Greeves va decidir de diversificar la seva activitat empresarial cap a la fabricació de motocicletes, una idea que venia covant des de jove, quan havia estat un motorista entusiasta. De gran, practicava el trial quan podia i en col·leccionava motocicletes veteranes i "vintage", entre elles una Triumph de 1912 amb la matrícula "OLD 1". Treballant tots dos junts, els cosins Bert i Derry havien desenvolupat a mitjan 1951 un prototip de motocicleta equipat amb un motor monocilíndric de dos temps Villiers de 197 cc, amb el distintiu "Greeves" al dipòsit. Com que aleshores les motocicletes eren encara una línia secundària per al negoci principal (la producció dels Invacar), el desenvolupament dels prototips es feia quan el calendari de producció ho permetia. Aquella primera motocicleta Greeves duia com a novetat un sistema de suspensions anterior i posterior basat en ressorts de goma en torsió, idea que provenia directament del sistema patentat que emprava l'Invacar. La suspensió posterior constava d'una forquilla pivotada amb barres que empalmaven amb les unitats de goma de torsió, muntades just a sota del seient. També duia amortidors de fricció que es podien ajustar manualment. Les forquilles anteriors també eren inusuals, amb unes juntures curtes que pivotaven en unitats de molles de goma en torsió (més tard conegudes com a "Banana Leading Link").
La producció de motocicletes va començar a la tardor de 1953 i els nous models duien un bastidor innovador, amb la tija de direcció i una enorme unitat frontal descendent combinats amb una gran biga d'aliatge fos de perfil en I, la qual es produïa en una nova foneria d'aliatge lleuger que s'havia afegit a la fàbrica Greeves. Feta d'aliatge de silici-alumini LM6, es va afirmar que era més resistent que l'acer tubular i va demostrar ser capaç de resistir l'exigent tractament a què se la sotmetia en competicions internacionals de fora d'asfalt Les plaques de protecció inferior del motor també eren fetes d'aliatge lleuger.

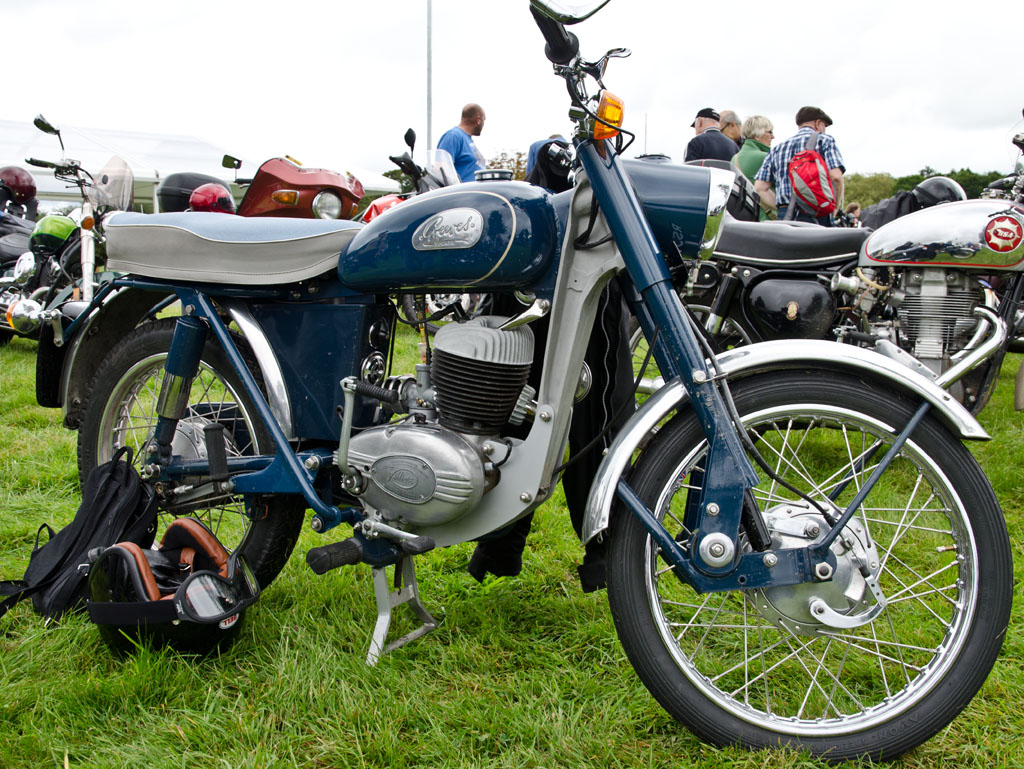
Una Greeves 24DC de 1963. S'hi poden veure l'original biga descendent i el sistema de suspensió anterior

Derry Preston-Cobb fou nomenat gerent de vendes del negoci de motocicletes i l'empresa va començar amb tres models, una scrambler (nom que rebia a l'època el motocròs al Regne Unit), una moto de carretera de tres velocitats i una altra de quatre. A l'Earls Court Show de 1954 Greeves va llançar també la "Fleetwing", equipada amb un motor bicilíndric Anzani de dos temps de 242 cc que s'havia desenvolupat a partir dels que feien servir els les llanxes motores, amb un cigonyal de secció mitjana buida que actuava com a vàlvula rotatòria. Amb una velocitat màxima de només 98 km/h, la Fleetwing va continuar en producció fins al 1956, quan es varen exhaurir definitivament les existències de motors britànics Anzani. El nom de Fleetwing es va recuperar el 1957, però, per a un nou model equipat amb motor Villiers de 249 cc. Més potent que el Fleetwing anterior, aquest arribava a una velocitat màxima de 110 km/h. Les caixes de canvis van ser subministrades per l'empresa Albion Engineering Co. de Birmingham, substituïdes pels mateixos dissenys de Greeves a partir de 1964. La lleugera i potent motocicleta obtingué un gran èxit en el mercat del trial, en forta competència amb els models de Triumph i BSA.
El 1962 Greeves ja oferia una gamma d'onze models. Les motos de fora d'asfalt es van desenvolupar mitjançant una associació amb la Queen's University de Belfast, cosa que va donar lloc al model Greeves QUB. El 1968 es va produir el darrer model de motocròs Challenger i el 1969, aquest model fou substituït pels nous Griffon de 250 i 380 cc. L'original muntatge de la forquilla anterior es va substituir per forquilles telescòpiques estàndard, ja que el disseny de Greeves ja no s'ajustava amb el recorregut de les forquilles de l'època, molt superior. També es va abandonar la biga frontal descendent d'aliatge fos original, substituïda per un nou bastidor de crom-molibdè Reynolds 531 de tub convencional.
Greeves també va construir un negoci d'exportació reeixit i en alguns moments, la majoria de les seves motocicletes eren per als Estats Units. L'empresa va tenir tant d'èxit en aquell país que hi va influir significativament en el creixement del motociclisme fora d'asfalt i, fins i tot, en la invenció de la motocicleta de tipus trail amb el seu model de muntanya matriculable, la Ranger.

## Èxits en competició
La competició fora d'asfalt acabà per imposar-se dins l'enfocament de la producció de Greeves i, el 1956, l'empresa va fitxar el reconegut pilot de motocròs Brian Stonebridge, amb qui va debutar al Campionat d'Europa de motocròs de 250cc quan es va instaurar, amb el nom de "Copa d'Europa", el 1957. Stonebridge fou nomenat director de competicions i enginyer de desenvolupament, ja que era un expert en la preparació dels motors de dos temps i era capaç de millorar significativament el rendiment dels Villiers. L'abril de 1957, Brian Stonebridge va aconseguir vèncer les motos de 500cc amb la molt inferior Greeves al llarg i exigent circuit de Hawkstone Park, on guanyà la cursa de 350cc i quedà segon a le de 500cc, establint així la reputació de Greeves com a autèntiques motos de competició fora d'asfalt. Per tal d'aprofitar aquest èxit, el següent model de Greeves es va anomenar "Hawkstone" i l'empresa es va començar a especialitzar en motocicletes de motocròs, les quals pilotaven campions com ara Peter Hammond, Jack Simpson i Norman Sloper.

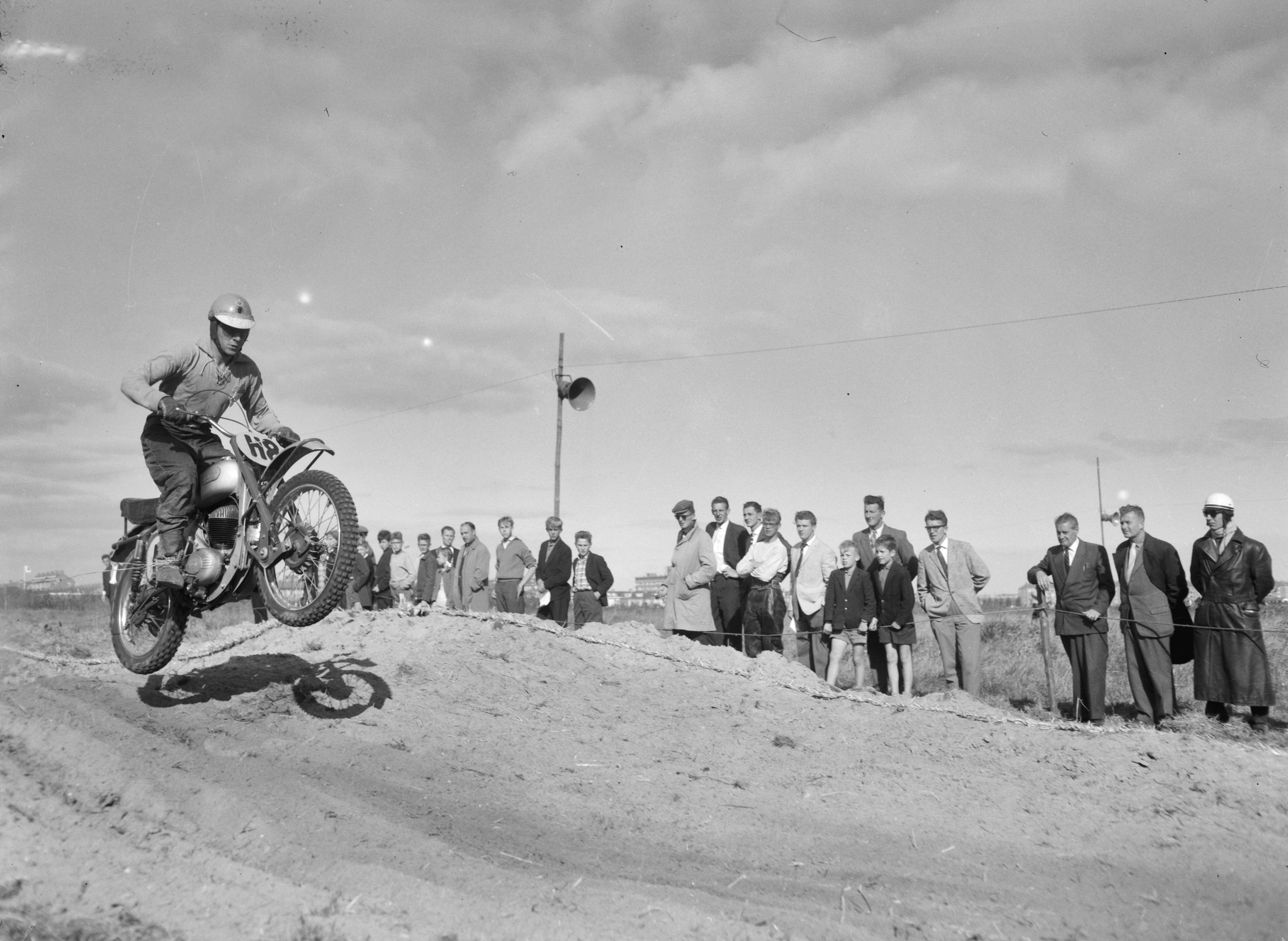
Frits Selling amb la Greeves a Amsterdam el 1959

El 1957, Brian Stonebridge fou el pilot més ràpid al Scott Trial amb una Greeves. El 1958, l'anglès encapçalà un equip de tres pilots de Greeves als Sis Dies Internacionals (ISDT) de l'Alemanya Occidental, on guanyà una altra medalla d'or. El 1959, Stonebridge fou subcampió d'Europa de motocròs de 250cc darrere de Rolf Tibblin (Husqvarna). A l'octubre d'aquell mateix any, la tragèdia va assolar l'equip Greeves quan Brian Stonebridge es va morir en un accident de trànsit. Bert Greeves conduïa i Stonebridge anava al seient del passatger quan es van estavellar en tornar d'una visita a una fàbrica de Bradford. En una col·lisió frontal, Bert només en va resultar ferit lleu, però Stonebridge, en una època en què no existien els cinturons de seguretat obligatoris, es va morir allà mateix.
Després de la mort de Stonebridge, Greeves va fitxar a Dave Bickers, amb qui va guanyar el campionat d'Europa de 250cc el 1960 i el 1961, a més de diversos campionats britànics de la mateixa cilindrada. Al llarg de la seva història, Greeves va aconseguir molts altres èxits, amb victòries entre d'altres al Manx Grand Prix, el Scott Trial, el Campionat d'Europa de trial (anomenat aleshores Challenge Henry Groutards) i els Sis Dies d'Escòcia de Trial, guanyant medalles d'or als ISDT i a la Road Race de 250cc de l'ACU. Bert Greeves va fitxar, entre d'altres, a Bill Wilkinson, reconegut pilot de trial de Yorkshire que va guanyar per a la marca el prestigiós British Experts Trial el 1960, la primera victòria d'una moto de dos temps en aquesta prova. Altres destacats pilots de trial que competiren amb Greeves durant la seva carrera van ser Don Smith, Gordon Farley i Malcolm Rathmell.
El 1963, la gamma de Greeves incloïa la 25DC Sports Twin i dos nous models amb els darrers dipòsits de fibra de vidre i carenats de manillar, a més de parafangs de plàstic: la 25DD 'Essex' i la 250 DCX 'Sportsman'. Aquell mateix any, l'equip britànic als ISDT va demanar motocicletes a la fàbrica Greeves. Aquest fou un fet significatiu, ja que l'equip s'havia basat sempre en motos bicilíndriques de quatre temps. Greeves va produir tres motocicletes especials per a l'esdeveniment, celebrat a les muntanyes de Txecoslovàquia. Els motors eren Villiers MK 36A molt modificats, però en comptes del cigonyal Villiers estàndard duien un conjunt Alpha i cilindres i culates quadrats que van ser fosos a la foneria de Bert Greeves i pintats amb pintura de dispersió tèrmica de color negre mat. Tot i que un dels pilots, Triss Sharp, va tenir problemes a la sortida, el seu germà Bryan i el tercer pilot de l'equip, Peter Stirland, varen guanyar medalles d'or a la prova. L'única dona que competí a l'esdeveniment, Mary Driver, també ho va fer amb una Greeves i hi va guanyar una medalla de bronze.
El 1964, Greeves va llançar la 'Challenger', i la primera vegada que algú la pilotava, en aquest cas Garth Wheldon, aquesta moto ja va guanyar el Terry Cups Trial. El 1967 se'n va llançar una versió de 346 cc i se'n va desenvolupar un model especial d'exportació anomenat 'Ranger', de tipus trail. Finalment, però, atès que el 1968 Villiers havia abandonat la producció de motors, Greeves va decidir d'abandonar també el mercat de les motos trail per tal de concentrar-se en el desenvolupament d'un model de motocròs.

### Velocitat

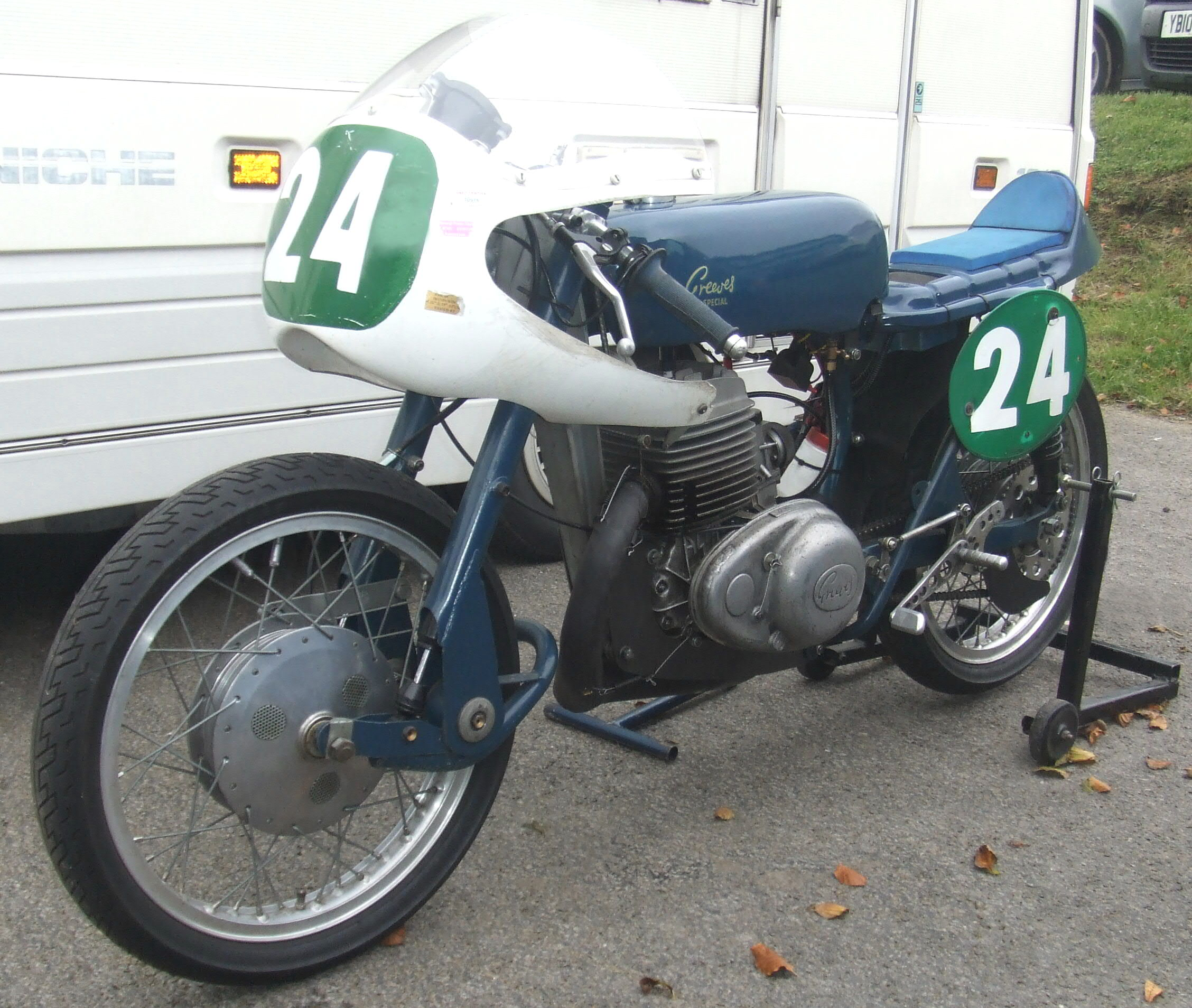
Una Greeves Silverstone 250cc de mitjan anys 60

Greeves també va participar amb èxit en curses de velocitat amb el seu model Silverstone de 250cc. Es tractava d'un model de producció tipus "Clubman" amb gran reputació de fiabilitat i fou seleccionat com a motocicleta estàndard per la Road Racing School de Chas Mortimer. Quan va guanyar el Manx Grand Prix de 1964, Gordon Keith va marcar-hi la volta més ràpida durant la quarta i darrera de la cursa, a 141 km/h, la millor velocitat mai aconseguida per una moto britànica de 250 cc en aquesta prova, a una velocitat mitjana de 138,71 km/h. Quatre de les cinc següents motocicletes classificades eren Aermacchi.
El 1966, Peter Inchley, amb la Villiers Starmaker Special, va fer la volta al circuit de l'illa de Man a 149,94 km/h, l'única moto britànica de 250cc que va superar els 145, completant la cursa de 250cc a més de 145 km/h de mitjana i acabant-hi tercer. La moto duia un bastidor Cotton, motor Starmaker altament desenvolupat i forquilles Bultaco. A més d'una forta promoció per a Greeves, la d'Inchley fou una victòria important en uns moments en què la velocitat al Regne Unit començava a ser dominada per motocicletes estrangeres. Això va provocar un gran interès per les motocicletes de carretera Greeves, a més de comandes de diverses forces policials britàniques d'una versió equipada amb ràdio de la bicilíndrica més gran.
El 1967, alhora que es presentava la Challenger de 346 cc se'n va presentar una versió de velocitat, la Silverstone de 350cc, anomenada 'Oulton'.

## La fi d'una època
Les darreres motocicletes de carretera "civils" Greeves es van produir el 1966: la 25DCMk2 'East Coaster' i la 20DC 'Sports' monocilíndrica en negre, tot i que el 1968 l'empresa va produir un lot de 19 motocicletes de policia 24DF amb motors monocilíndrics Villiers de 250 cc, 15 per a la policia del comtat de Staffordshire i 4 per a la policia de Londres.
A començaments de la dècada del 1970, quan els japonesos van entrar al mercat, amb Suzuki i Yamaha dominant el campionat mundial de motocròs del 1970 al 1973, les vendes de Greeves van començar a afluixar. L'empresa va rebre una important comanda de subministrament de motocicletes per a l'equip d'exhibició motociclista de la Royal Artillery i va desenvolupar la Greeves Griffon, però un canvi en la legislació va significar que l'Invacar, que havia estat el puntal de la companyia (fins i tot en el moment més àlgid de la producció de motocicletes, Bert Greeves contestava el telèfon dient "Invacar Limited") ja no es pogués conduir per carretera, de manera que el Ministeri de Pensions va decidir substituir-lo per un automòbil de quatre rodes. Bert Greeves va decidir aleshores que era hora de retirar-se del negoci i aviat el va seguir el seu cosí Derry Preston-Cobb. L'empresa va tocar fons el 1976 i, després d'un incendi a la fàbrica, no va poder reprendre la producció, cosa que en va provocar la liquidació judicial.

## Llista de models produïts
| Model      | Anys en producció | Nom                  | Tipus     |
| ---------- | ----------------- | -------------------- | --------- |
| 20TA       | 1958-59           | Scottish             | Trial     |
| 20TAS      | 1958-59           | Scottish Special     | Trial     |
| 20R        | 1954-57           | Standard             | Carretera |
| 20SA       | 1958-59           | Hawkstone            | Motocròs  |
| 20SAS      | 1958-60           | Hawkstone Special    | Motocròs  |
| 25SA       | 1958-59           | Hawkstone Twin       | Motocròs  |
| 24SAS      | 1959-60           | Hawkstone Special    | Motocròs  |
| 25D        | 1957-58           | Fleetwing            | Carretera |
| 32D        | 1957-58           | Fleetmaster          | Carretera |
| 25DB       | 1959-61           | Sports Twin          | Carretera |
| 24DB       | 1959-60           | Sports Single        | Carretera |
| 20TC 24TCS | 1960              | Scottish             | Trial     |
| 24SCS      | 1960              | Hawkstone            | Motocròs  |
| 20SCS      | 1960-61           | Hawkstone            | Motocròs  |
| 24TDS      | 1961-62           | Scottish             | Trial     |
| 25DC       | 1961-64           | Sports Twin          | Carretera |
| 32DC       | 1961-64           | Sports Twin          | Carretera |
| 24DC       | 1961-63           | Sports Single        | Carretera |
| 20DC       | 1963              | Sports Single        | Carretera |
| 24MCS      | 1961              | Moto-Cross           | Motocròs  |
| 24TE       | 1962              | Scottish             | Trial     |
| 24TES      | 1962              | Scottish             | Trial     |
| 24MDS      | 1962-65           | Moto-Cross           | Motocròs  |
| 24MD       | 1962              | Moto-Cross           | Motocròs  |
| 24INT      | 1961              | International        |           |
| 25DCX      | 1962-63           | Sportsman            | Carretera |
| 32DCX      | 1962-63           | Sportsman            | Carretera |
| 24INT      | 1962              | International        |           |
| 24TE       | 1963              | Scottish             | Trial     |
| 24TES      | 1963              | Scottish             | Trial     |
| 25DD Mk 1  | 1963              | Essex Twin           | Carretera |
| 32DD Mk 1  | 1963              | Essex Twin           | Carretera |
| 24RAS      | 1963              | Silverstone Mk 1     | Carretera |
| 24ME       | 1963              | Moto-Cross Starmaker | Motocròs  |
| 24TES Mk 2 | 1964              | Scottish             | Trial     |
| 25DD Mk 2  | 1964-65           | Essex Twin (Dk Blue) | Carretera |
| 25DD Mk 2  | 1964-65           | Essex Twin (Lt Blue) | Carretera |
| 24MX1      | 1964              | Challenger           | Motocròs  |
| 24RBS      | 1964              | Silverstone Mk 2     | Carretera |
| 24INT      | 1964              | International        |           |
| 25DC Mk 2  | 1965              | Sports Twin          | Carretera |
| 24TFS      | 1965              | Scottish             | Trial     |
| 20DC       | 1964-65           | Sports               | Carretera |
| 24RCS      | 1965              | Silverstone Mk 3     | Velocitat |
| 24MX2      | 1965              | Challenger           | Motocròs  |
| 24INT      | 1965              | International        |           |
| 25DCE      | 1966              | East Coaster         | Carretera |
| 25TGS      | 1966              | Anglian              | Trial     |
| 24MX3A     | 1966              | Challenger           | Motocròs  |
| 24MX3C     | 1966              | Challenger           | Motocròs  |
| 24MX3F     | 1966              | Challenger           | Motocròs  |
| 24MX3G     | 1966              | Challenger           | Motocròs  |
| 20DCE      | 1966              | East Coaster         | Carretera |
| 24RDS      | 1966              | Silverstone Mk 4     | Velocitat |
| 24THSA     | 1967              | Anglian              | Trial     |
| 24THSB     | 1967              | Anglian              | Trial     |
| 24MX5A     | 1967              | Challenger           | Motocròs  |
| 24MX5C     | 1967              | Challenger           | Motocròs  |
| 36MX4A     | 1967-68           | Challenger           | Motocròs  |
| 36MX4C     | 1967-68           | Challenger           | Motocròs  |
| 24RES      | 1967-68           | Silverstone Mk 5     | Velocitat |
| 24TJ       | 1968              | Wessex               | Trial     |
| 24TJSB     | 1968              | Anglian              | Trial     |
| 35RFS      | 1968              | Oulton               | Velocitat |
| 24DF       | 1968              | City Patrol Police   | Carretera |
| 24MX4      | 1968              | Challenger           | Motocròs  |

## Nova Greeves
Les antigues motocicletes Greeves eren ideals per a la nova categoria de trial de competició "clàssica" (amb amortidors convencionals), però els recanvis eren escassos i costosos, de manera que el pilot de trial Richard Deal va començar-ne a produir peces de rèplica i, després, una moto completa de rèplica anomenada Anglian. Al maig de 1999, després d'aconseguir els drets de marca del nom Greeves al Regne Unit, EUA i Europa, Deal va fundar una nova empresa Greeves a Chelmsford que va reiniciar la producció de models, principalment de trial. La nova empresa va començar a construir (i reconstruir) motocicletes Greeves a partir del 2000 i va establir una divisió de peces de recanvi. Seguint la tradició iniciada per Bert Greeves, les culates, els cilindres, els càrters i les bigues del bastidor d'alumini es fabricaven a partir de foses noves produïdes en una foneria especialitzada en aliatges.

### La nova 280 cc

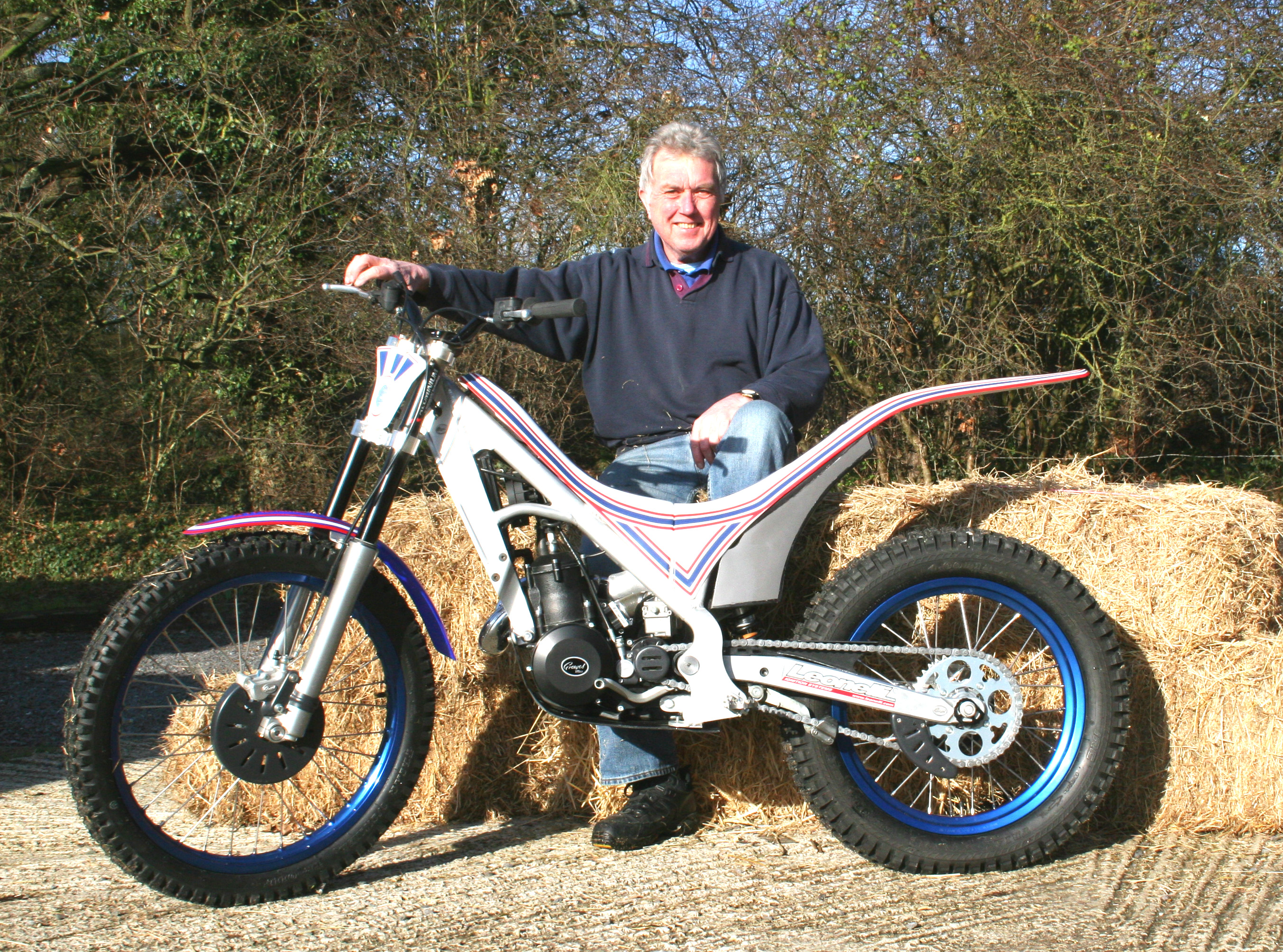
Richard Deal amb la nova Greeves 280 de trial el 2009

El 2009, la companyia havia construït 22 motocicletes Greeves Anglian i quatre Greeves Pathfinder (un nom que la històrica Greeves ja havia fet servir en un model de 1969), i havia finalitzat alguns projectes de restauració. El 2007 es va prendre la decisió de desenvolupar la primera moto de trial Greeves completament nova després de més de 20 anys. Treballant amb els estudiants de la Universitat De Montfort a Leicester, els enginyers de Greeves van consultar els participants en el projecte Rapid Product Development (MSc) per tal de dissenyar i desenvolupar un motor lleuger de dos temps amb una cilindrada de 280 cc. Per tal de permetre que el nou motor pogués fer servir els components existents, les peces es van escanejar mitjançant la impressora 3D del centre (la Renishaw Cyclone) i, tot seguit, es varen fabricar maquetes del nou motor amb el mateix dispositu de prototipatge ràpid per tal de comprovar-ne l'adaptació abans de fabricar els prototips definitius de peces de metall fos.
GPD Developments, una foneria de Nuneaton, Warwickshire, va fabricar les peces foses mitjançant un nou mètode d'impressió de motlles de sorra que partia directament de dades CAD. Es van emprar prototips de motlles de sorra amb aquesta nova tècnica per a fondre els prototips de les peces. Després de 6.000 hores de disseny, desenvolupament i proves, Greeves va llançar la moto de trial de 280 cc a la fira "Classic Off-Road" de Telford, Shropshire, el 2009. Les especificacions de la 280 incloïen forquilles d'alumini Marzocchi, carburador Dellorto, dipòsit de combustible situat a prop de la roda posterior per tal de reduir el centre de gravetat i un únic amortidor muntat al centre del basculant. El xassís, el capçal, el basculant, els reposapeus i els components del motor feien servir alumini de qualitat aeroespacial 6063.